# Eduardo Malta
Eduardo Augusto d'Olivo Morales Melo Jorge Malta OSE (Covillana, 28 de octubre de 1900 — Óbidos 31 de mayo de 1967), más conocido como Eduardo Malta, fue un pintor portugués. Fue una de las más controvertidas personalidades de la vida artística portuguesa de su tiempo, se mantuvo fiel a la pintura académica durante su carrera de pintor, no apreciando las corrientes modernas.

## Biografía
Nació en Covillana de una familia originaria de Oporto, donde muy pronto se trasladó. Su padre tenía un negocio de floricultura y era vecino del pintor Cândido da Cuña. Fue este quien convención al padre de Eduardo Malta para que hiciese estudios artísticos. A los 10 años fue alumno de la Escuela de Bellas-Artes de Oporto. Siendo aún estudiante ganó varios premios. En 1936 recibió el Premio Columbano, y la medalla de oro de la Exposición Internacional de París de 1937. Ricardo Espíritu Santo fue su Mecenas. Expuso en Berlín, París y Londres.
Como ilustrador tuvo un lugar destacable, contribuyendo en decenas y decenas de libros, revistas, periódicos, exposiciones y otros. Fue uno de los organizadores,  junto con Augusto de Santa-Rita, del suplemento infantil del periódico El Siglo, Pim Pam Pum!  (1925-1978) y también se puede encontrar su colaboración artística en las revistas  Contemporánea (1915-1926) e Ilustración, la cual inició en 1926.
En su extensa galería de retratos, figuran nombres célebres en las letras y en otras artes, como Teixeira de Pascoaes, Aquilino Ribeiro, Augusto de Castro, Amália Rodrigues Juan Belmonte y Manuel de Santos; y en la política, como Oliveira Salazar, Cardenal Cerejeira, el presidente de Brasil Getúlio Vargas o el político español falangista José António Primo de Rivera.
A 31 de mayo de 1958 fue condecorado Oficial de la Orden Militar de Santiago de la Espada.
Fue director del Museo Nacional de Arte Contemporáneo, de Lisboa, de 1959 a 1967. Su nombramiento fue muy discutido debido a su consabida oposición al arte moderno. Era también miembro efectivo de la Academia Nacional de Bellas Artes y la correspondiente Real Academia de San Fernando de Madrid.
Fue también escritor. Escribió novelas y cuentos y sobre todo libros sobre arte y sobre porcelana.

## Libros publicados
- O Papagaio Azul, cuentos infantiles, 1925.
- Montañas Rusas, memorias, 1928.
- De mi Ofício de Pintor. Lisboa, Sociedad Industrial de Tipografia, 1935.
- En el Mundo de los Hombres, novela, 1936.
- Retratos y Retratados. Río de Janeiro: La Noche, 1938.
- Varios Motivos de Arte.